# سيدريك غيبونز
سيدريك غيبونز (بالإنجليزية: Cedric Gibbons)‏ (و. 1893 – 1960 م) هو سينوغراف، ومهندس معماري أمريكي، ولد في دبلن، وكان عضوًا في أكاديمية فنون وعلوم الصور المتحركة، توفي في هوليوود، عن عمر يناهز 67 عاماً.

## التعليم
تعلم في رابطة طلاب الفن في نيويورك.

## جوائز وترشيحات
حصل على جوائز منها:
جوائز
- جائزة الأوسكار لأفضل تصميم إنتاج، عن عمل: الأرملة المرحة
- جائزة الأوسكار لأفضل تصميم إنتاج، عن عمل: جسر سان لويس راي

ترشيحات
- جائزة الأوسكار لأفضل تصميم إنتاج
- جائزة الأوسكار لأفضل تصميم إنتاج، عن عمل: روميو وجولييت
- جائزة الأوسكار لأفضل تصميم إنتاج، عن عمل: زيجفيلد العظيم
- جائزة الأوسكار لأفضل تصميم إنتاج، عن عمل: ساحر أوز

ترشح لـ:
- جائزة الأوسكار لأفضل تصميم إنتاج، عن عمل: جسر سان لويس راي
- جائزة الأوسكار لأفضل تصميم إنتاج، عن عمل: الوضع الراهن
- جائزة الأوسكار لأفضل إخراج فني، أبيض وأسود، عن عمل: Too Young to Kiss [الإنجليزية]‏
- جائزة الأوسكار لأفضل تصميم إنتاج، عن عمل: The Merry Widow (1952 film) [الإنجليزية]‏
- جائزة الأوسكار لأفضل تصميم إنتاج، عن عمل: أمريكي في باريس
- جائزة الأوسكار لأفضل تصميم إنتاج، عن عمل: آني تأخذ سلاحك
- جائزة الأوسكار لأفضل إخراج فني، أبيض وأسود، عن عمل: The Red Danube [الإنجليزية]‏
- جائزة الأوسكار لأفضل إخراج فني، أبيض وأسود، عن عمل: Madame Bovary (1949 film) [الإنجليزية]‏
- جائزة الأوسكار لأفضل تصميم إنتاج، عن عمل: نساء صغيرات
- جائزة الأوسكار لأفضل إخراج فني، أبيض وأسود، عن عمل: السيء والجميلة
- جائزة الأوسكار لأفضل تصميم إنتاج، عن عمل: The Story of Three Loves [الإنجليزية]‏
- جائزة الأوسكار لأفضل إخراج فني، أبيض وأسود، عن عمل: Blackboard Jungle [الإنجليزية]‏
- جائزة الأوسكار لأفضل إخراج فني، أبيض وأسود، عن عمل: ساأبكي غدا (فيلم)
- جائزة الأوسكار لأفضل تصميم إنتاج، عن عمل: ليلي
- جائزة الأوسكار لأفضل إخراج فني، أبيض وأسود، عن عمل: Executive Suite [الإنجليزية]‏
- جائزة الأوسكار لأفضل إخراج فني، أبيض وأسود، عن عمل: يوليوس قيصر
- جائزة الأوسكار لأفضل تصميم إنتاج، عن عمل: Brigadoon (film) [الإنجليزية]‏
- جائزة الأوسكار لأفضل تصميم إنتاج، عن عمل: Young Bess [الإنجليزية]‏
- جائزة الأوسكار لأفضل تصميم إنتاج، عن عمل: رغبة في الحياة
- جائزة الأوسكار لأفضل تصميم إنتاج، عن عمل: الرضيع
- جائزة الأوسكار لأفضل تصميم إنتاج، عن عمل: مخمل قومي
- جائزة الأوسكار لأفضل تصميم إنتاج، عن عمل: غزو (فيلم 1937)
- جائزة الأوسكار لأفضل تصميم إنتاج، عن عمل: Marie Antoinette (1938 film) [الإنجليزية]‏
- جائزة الأوسكار لأفضل تصميم إنتاج، عن عمل: ساحر أوز
- جائزة الأوسكار لأفضل تصميم إنتاج، عن عمل: روميو وجولييت
- جائزة الأوسكار لأفضل تصميم إنتاج، عن عمل: المطلقة المرحة
- جائزة الأوسكار لأفضل تصميم إنتاج، عن عمل: زيجفيلد العظيم
- جائزة الأوسكار لأفضل تصميم إنتاج، عن عمل: When Ladies Meet (1933 film) [الإنجليزية]‏
- جائزة الأوسكار لأفضل إخراج فني، أبيض وأسود، عن عمل: صورة دوريان غراي
- جائزة الأوسكار لأفضل تصميم إنتاج، عن عمل: Bitter Sweet (1940 film) [الإنجليزية]‏
- جائزة الأوسكار لأفضل تصميم إنتاج، عن عمل: زهور وسط الغبار
- جائزة الأوسكار لأفضل تصميم إنتاج، عن عمل: Kismet (1944 film) [الإنجليزية]‏
- جائزة الأوسكار لأفضل إخراج فني، أبيض وأسود، عن عمل: القلق
- جائزة الأوسكار لأفضل إخراج فني، أبيض وأسود، عن عمل: كبرياء وتحامل
- جائزة الأوسكار لأفضل إخراج فني، أبيض وأسود، عن عمل: مدام كوري
- جائزة الأوسكار لأفضل إخراج فني، أبيض وأسود، عن عمل: حصاد عشوائي
- جائزة الأوسكار لأفضل تصميم إنتاج، عن عمل: Thousands Cheer [الإنجليزية]‏
- جائزة الأوسكار لأفضل إخراج فني، أبيض وأسود، عن عمل: When Ladies Meet (1941 film) [الإنجليزية]‏
- جائزة الأوسكار لأفضل إخراج فني، أبيض وأسود، عن عمل: هناك شخص ما يعجب بي.

## وصلات خارجية
- سيدريك غيبونز على موقع IMDb (الإنجليزية)
- سيدريك غيبونز على موقع الموسوعة البريطانية (الإنجليزية)
- سيدريك غيبونز على موقع ألو سيني (الفرنسية)
- سيدريك غيبونز على موقع تيرنر كلاسيك موفيز (الإنجليزية)
- سيدريك غيبونز على موقع أول موفي (الإنجليزية)
- سيدريك غيبونز على موقع قاعدة بيانات الأفلام السويدية (السويدية)
- سيدريك غيبونز على موقع قاعدة بيانات الفيلم (الإنجليزية)
- سيدريك غيبونز على موقع كينوبويسك (الروسية)